# Борте (село)
Борте́ (каз. Бөрте) — село у складі Мартуцького району Актюбінської області Казахстану. Входить до складу Кизилжарського сільського округу.
До 2009 року село називалось Студенчеське.
Населення — 415 осіб (2021; 618 у 2009, 768 у 1999, 848 у 1989).